# Xavier de Maistre (Schriftsteller)

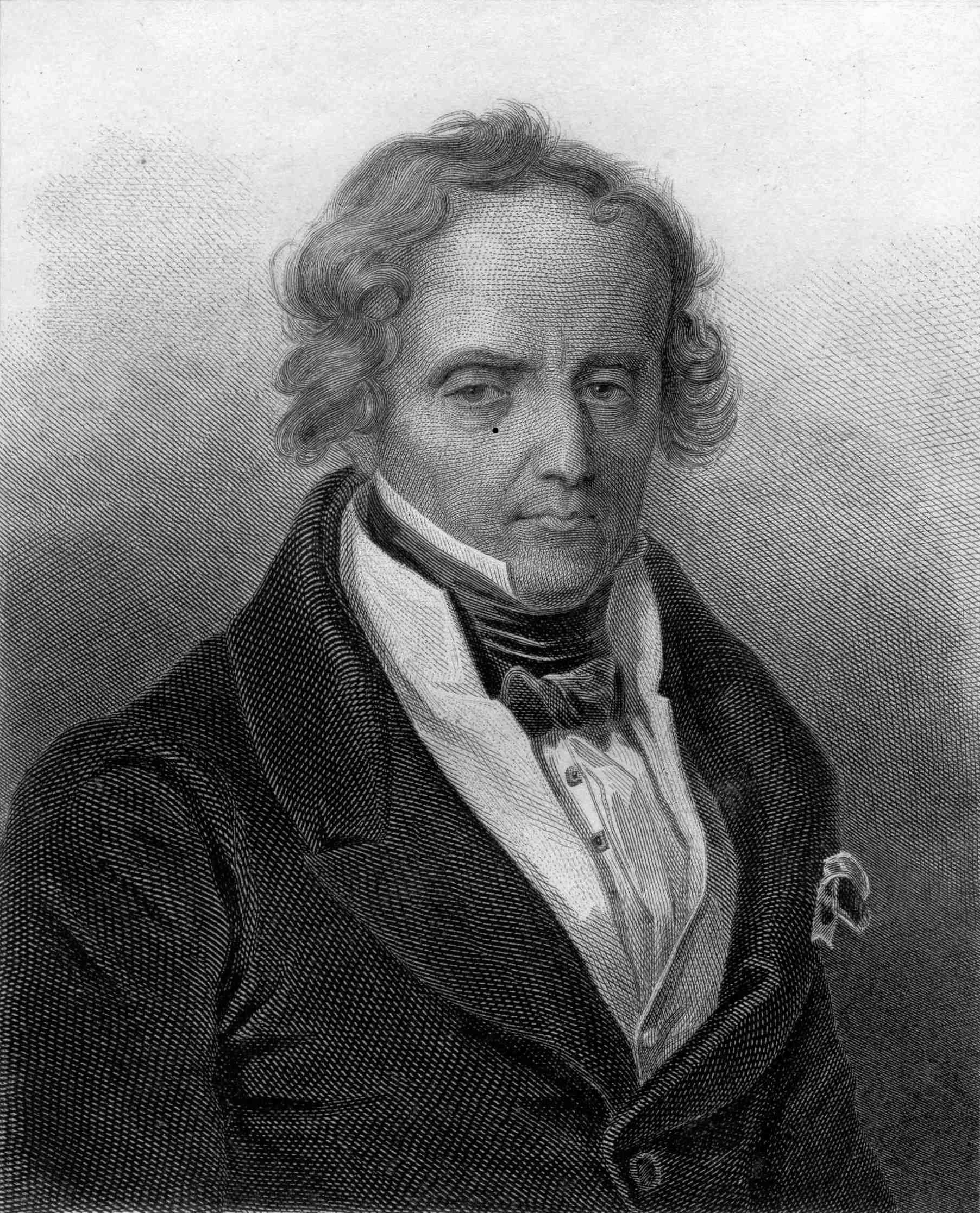
Xavier de Maistre

Xavier de Maistre (* 10. Oktober 1763 in Chambéry; † 12. Juni 1852 in St. Petersburg) war Offizier und als französischer Schriftsteller bekannt. 
Xavier de Maistre war der jüngere Bruder des Philosophen und Staatsmannes Joseph de Maistre. Er wurde in eine aristokratische Familie in Chambéry geboren. 
Als junger Mann diente er in der Armee des Königreichs Piemont-Sardinien, später in der russischen Zarenarmee. 
1790 schrieb er, während er wegen eines unerlaubten Duells 42 Tage lang in Turin unter Hausarrest stand, sein Buch Voyage autour de ma chambre („Reise um mein Zimmer“, 1794 anonym in Lausanne veröffentlicht).

## Leben
Xavier teilte die politischen und konter-revolutionären Ansichten seines Bruders Joseph, und nachdem 1792 die französische Revolutionsarmee Savoyen annektiert hatte, quittierte er den Militärdienst. Als 1796 Savoyen an die französische Republik angeschlossen und die Armee Savoyens aufgelöst wurde, suchte de Maistre Zuflucht im oberitalienischen Fürstentum Piemont, um in Turin zu leben. Als die Franzosen auch Turin besetzten, verließ er Piemont, um ab 1800 in der russischen Armee unter Alexander Wassiljewitsch Suworow bei dessen Schlachten gegen die französischen Truppen zu dienen. Im Jahre 1812 heiratete er eine russische Aristokratin, Frau Zagriatsky, die mit der Familie der Zarin verwandt war. In der Folgezeit wurde er auf verschiedenen Posten eingesetzt, so als Bibliotheksdirektor und als Direktor des Museums der Admiralität in St. Petersburg. Zeitweise in militärischen Diensten wurde er im Kaukasus verwundet.
1805 wurde Xavier de Maistre zum ersten Direktor des Zentralen Marinemuseums bestellt. Xavier de Maistre verließ 1817 den Militärdienst im Range eines Generalmajors, um danach in St. Petersburg und Paris als Schriftsteller, Portrait-, Miniatur- und Landschaftsmaler zu arbeiten.

## Literarisches Werk

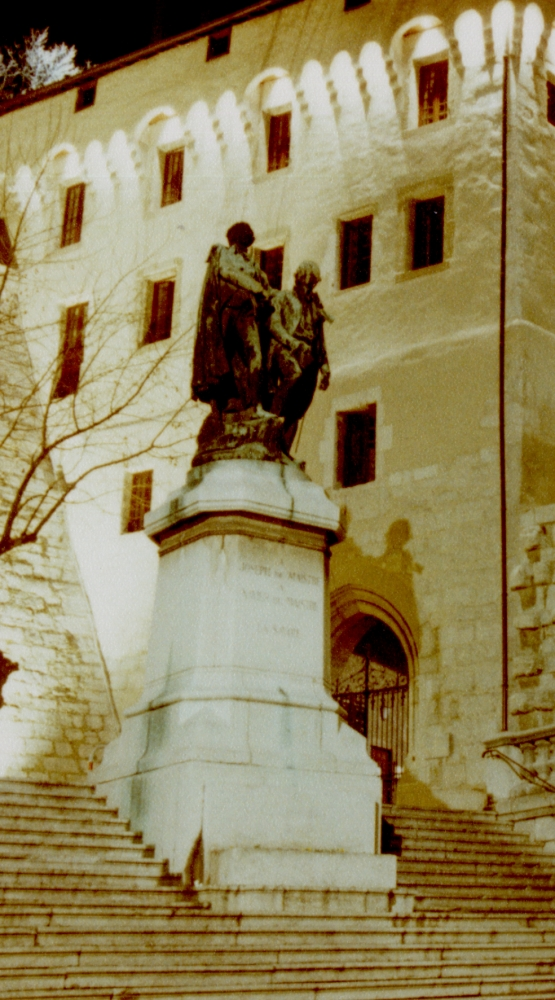
Denkmal von Joseph und Xavier de Maistre vor dem Schloss von Chambéry

Sein Roman Voyage autour de ma chambre (Reise um mein Zimmer) (1794), ist eine Parodie auf geografische Reiseberichte, eine Hommage. Dem Trend der großen Welt- und Entdeckungsreisen jener Epoche setzte de Maistre den literarischen Typus der Miniaturreise als „Gedankenspaziergang“ entgegen. Den Roman könnte man Tour d’horizon bezeichnen, während der Reisende vom Bett, zum Lehnstuhl und weiter zum Schreibtisch „reist“, Bilder betrachtet, Reflexionen verfasst oder Dialoge griechischer Mediziner und Philosophen inszeniert. Die Gegenstände in seinem Arrestzimmer werden beschrieben, erkundet und entwickeln sich zu Objekten der Phantasie. Zentral sind Dialoge zwischen Körper und Seele des Autors, bei denen divergierende Anschauungen diskutiert werden. Die Ausführungen von de Maistre wurden als Reaktionen auf die Begrenzungen, Trivialitäten und Zumutungen des Alltags gedeutet. Der Roman kann als Prototyp der so genannten „Zimmerreisen“ gesehen werden, die sich insbesondere in der französischen Literatur seit dem Ende des 18. Jahrhunderts finden und die statt der weiten Welt das Zimmer, den Garten, den Schreibtisch oder die Schublade, das Zelt oder eine Bibliothek als Miniaturen oder Kleinode „bereisen“.
De Maistres Aufenthalt in Turin wurde zum Ausgangspunkt eines zweiten Romans im gleichen Stil, Expédition nocturne autour de ma chambre („Nächtliche Entdeckungsreise um mein Zimmer“), der erst im Jahre 1825 veröffentlicht wurde.
Zu seinen weiteren literarischen Werken gehören:
- Le Lépreux de la Cité d’Aoste („Der Aussätzige von Aosta“), 1811[4]
- Les Prisonniers du Caucase („Die Gefangenen des Kaukasus“), 1825[5]
- La jeune Sibérienne („Die junge Sibirierin“), 1825[6]

1839, nach Veröffentlichung der französischen Ausgabe von „Die junge Sibirierin“, unternahm Maistre lange Reisen nach Paris und Savoyen. Dabei war er über den Grad seiner Bekanntheit in literarischen Kreisen höchst erstaunt. Alphonse de Lamartine widmete ihm ein Gedicht mit dem Titel Retour (1826), um sein Genie zu preisen. Er traf auch auf Charles Augustin Sainte-Beuve, von dem einige unterhaltsame Reminiszenzen an de Maistre überliefert sind.
De Maistre soll auch einige Zeit in Neapel gelebt haben, ehe er nach St. Petersburg zurückkehrte, wo er 1852 starb.

## Verwendungen in anderen Werken
- Der Titel des Romans Reise um mein Zimmer wird in Versen von Carlos Argentino Daneri zitiert, einer literarischen Figur in Jorge Luis Borges’ Kurzgeschichte The Aleph.
- Elena Quiroga[7] zitiert aus dem Roman Reise um mein Zimmer.
- Reise um mein Zimmer wird im Buch Die Kunst des Reisens des britischen Schriftstellers Alain de Botton angesprochen (2002, ISBN 0-375-42082-7).
- Das Poem Hai luli aus Die Gefangenen des Kaukasus wurden durch die französische Komponistin Pauline Viardot in ein Musikstück übertragen.
- Alphonse de Lamartine schrieb das Poem Le Retour als de Maistre nach Paris kam.
- Reise um mein Zimmer inspirierte den portugiesischen Schriftsteller Almeida Garrett zu den Arbeiten Viagens na Minha Terra (Travels in my Homeland).
- Xavier de Maistre und die Reise um mein Zimmer werden von der Figur Brás Cubas, als seine wichtigsten Impulse erwähnt, seine Memoiren zu schreiben (in der Novelle Memórias Póstumas de Brás Cubas des brasilianischen Schriftstellers Machado de Assis).
- Reise um mein Zimmer wird in D. H. Lawrence’ Werk Söhne und Liebhaber zitiert: „...She wanted to learn, thinking that if she could read, as Paul said he could read, ‚Colomba‘, or the ‚Voyage autour de ma Chambre‘, the world would have a different face for her and a deepened respect.“ (Teil 2, Kapitel 7)

## Theater
- 2013 wurde Reise um mein Zimmer in der Schweiz (Zürich) im Theater Keller 62 uraufgeführt.[8]